# Place du Tertre

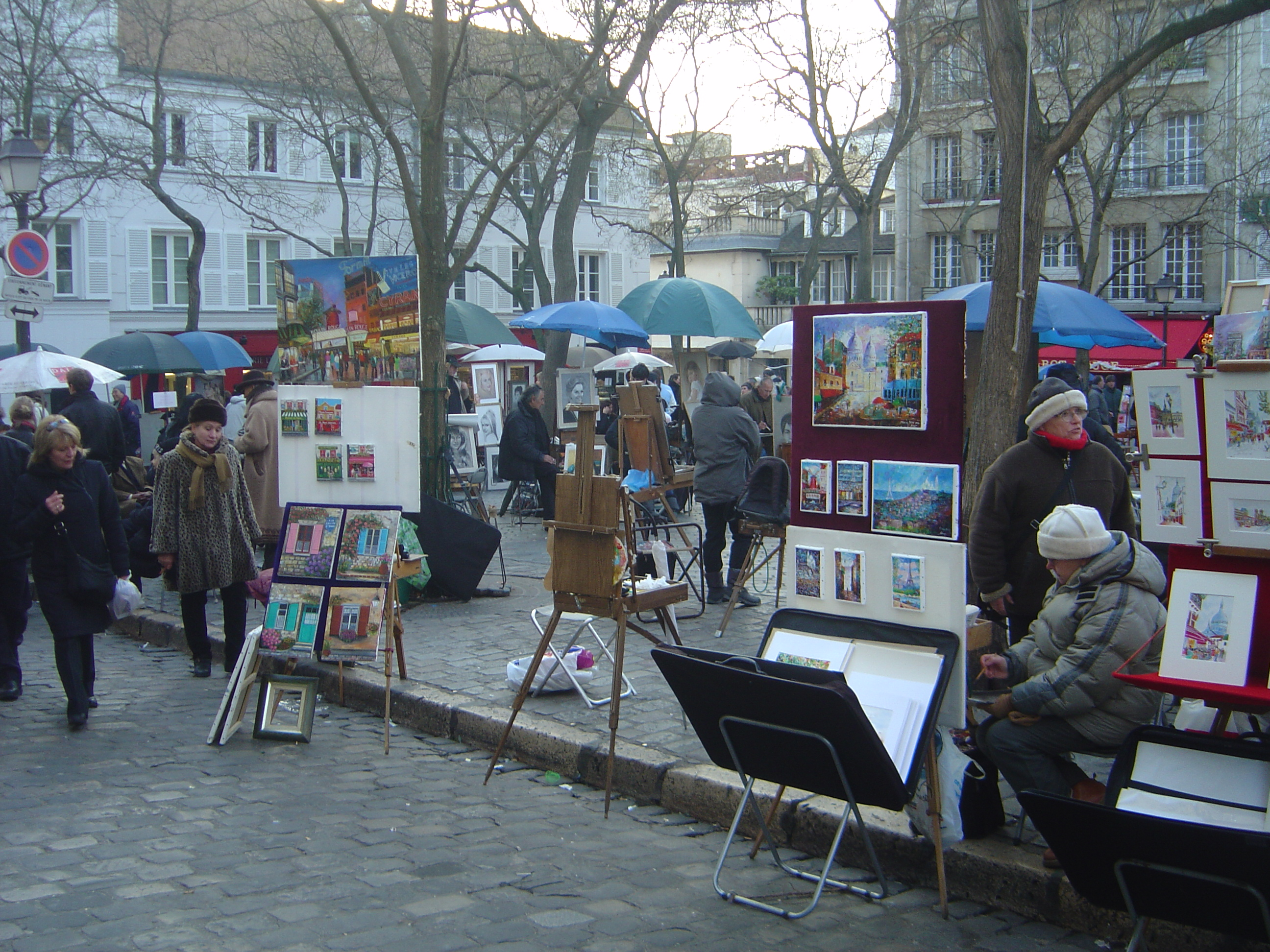
Exposição de arte na Place du Tertre.

A Place du Tertre é uma praça localizada no distrito de Montmartre, no 18.º arrondissement de Paris, França. Situada a 130 metros de altitude, na Colina de Montmartre, ponto mais alto da cidade, esse é um dos locais turísticos mais frequentados de Paris, principalmente pela sua proximidade da Basílica de Sacré Cœur e de outros pontos turísticos, mas também pela sua riqueza artística e cultural. O principal meio de acesso é pelo Funicular de Montmartre.

Além de reunir diversos restaurantes e cafés com mesa na calçada, a Place du Tertre é local de uma exposição permanente de 140 artistas (pintores, retratistas, cartunistas), que produzem e expõem suas obras ao ar livre.

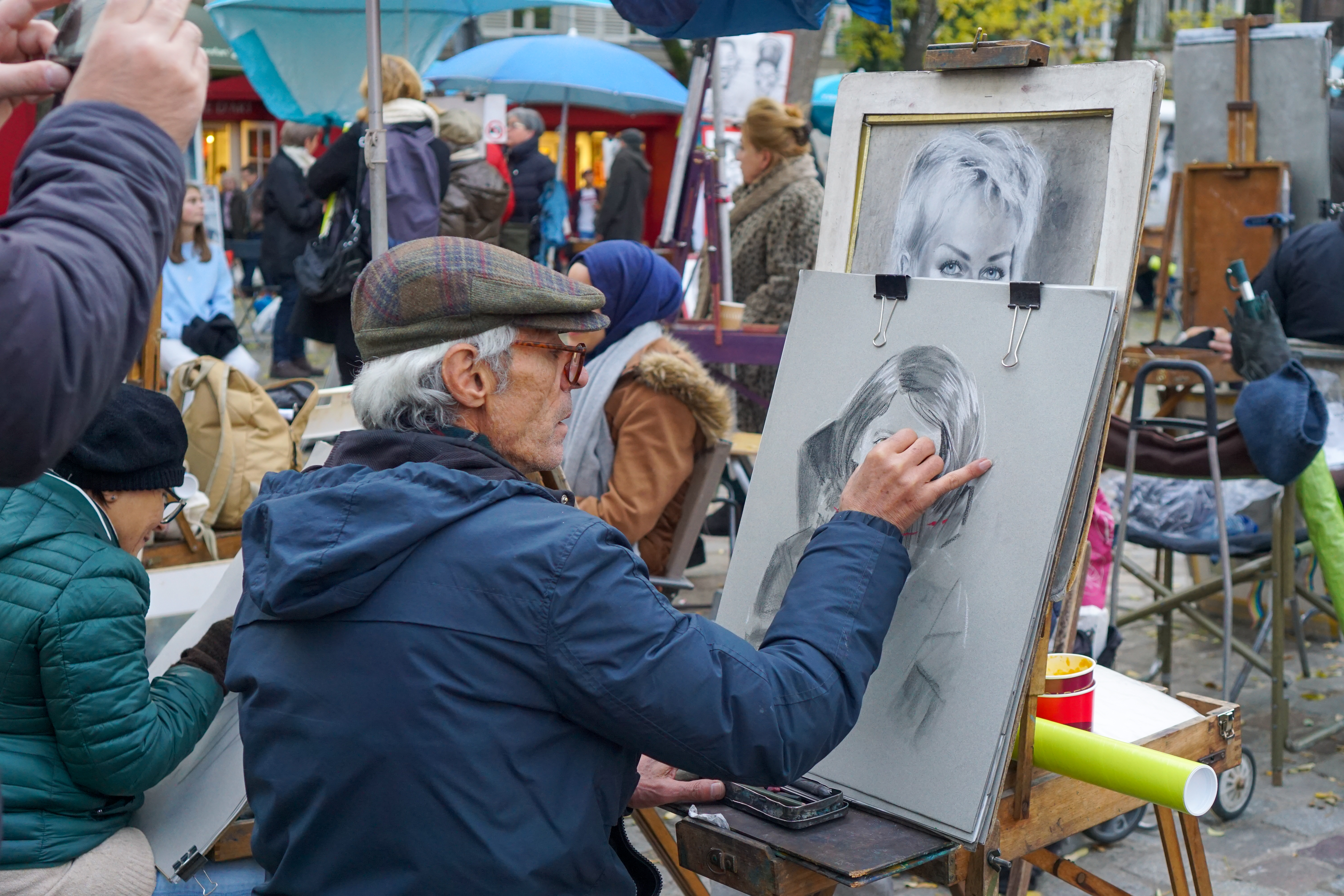
Artista fazendo um retrato na Place du Tertre.

Posicionada em pleno coração de Montmartre, a Place du Tertre fica a apenas algumas ruas de distância da Basílica de Sacré Cœur, da Igreja de Saint-Pierre de Montmartre, do Cabaret Lapin Agile e do Espace Salvador Dalí.

## História
Uma placa instalada na Place du Tertre em 1966 afirma que a praça foi criada em 1366. Contudo, outras fontes apontam que sua abertura ocorreu somente em 1635.
De todo modo, após a Revolução Francesa, o local começou a atrair muitos artistas. Dentre eles estão Théodore Géricault, Jean-Baptiste Camille Corot, Renoir, Camille Pissarro, Van Gogh, Cézanne, Suzanne Valadon, Maurice Utrillo, Toulouse-Latrec, Mondigliani e Picasso, que costumavam se reunir no entorno da praça. Em 1955 a praça começa a ser ocupada pelos artistas que vemos atualmente. Em 1980 a prefeitura passou a gerenciar o "Carré aux Artistes", como é chamado o espaço ocupado pelos artistas no centro da praça.
Desde então, é preciso autorização da prefeitura para poder utilizar esse espaço. Cada artista é habilitado a utilizar 1m², e são autorizados somente os artistas que produzem retratos, caricaturas, silhuetas e pinturas, escolhidos em um processo seletivo. Além disso, a autorização deve ser renovada anualmente.
O restaurante mais antigo da praça é o café "La Mère Catherine", que afirma ter sido fundado em 1793, sendo o primeiro bistrô de Paris.